# The Razors Edge
The Razors Edge é o décimo segundo álbum de estúdio da banda de rock australiana AC/DC. Foi lançado em 24 de Setembro de 1990, pela Albert Productions/CBS Records International na Australásia e Atlantic Records na Europa. Foi gravado em 1990 noa Little Mountain Sound Studios em Vancouver, Canadá, foi mixado e projetado por Mike Fraser e produzido por Bruce Fairbairn. Foi um grande retorno para a banda, apresentando os sucessos "Thunderstruck", "Are You Ready" e "Moneytalks". Este é o único álbum de estúdio a apresentar o baterista galês Chris Slade, que foi o baterista da banda de 1989 até sua demissão em 1994.
Comentários críticos para o álbum foram geralmente mistos, com Alex Henderson da AllMusic elogiando Brian Johnson e Angus Young, enquanto John Mendelsohn da Rolling Stone critica sua similaridade com os trabalhos anteriores da banda.
O álbum alcançou o número 2 na Billboard 200 dos EUA e o número 4 na UK Albums Chart, um sucesso comercial estrondoso que retornou a banda a um pico equivalente ao de sua popularidade no final dos anos 1970 e início dos anos 1980. O álbum ganhou certificações multi-platina na Austrália, Canadá, Alemanha, Suíça e EUA. Para apoiar The Razors Edge, a banda empreendeu a Razors Edge World Tour, começando em novembro de 1990.

## Antecedentes
Em 1987, a banda gravou Blow Up Your Video (1988) com seus produtores originais, Harry Vanda e George Young. Foi um sucesso comercial. O álbum alcançou o número 2 no Reino Unido, e Austrália. A turnê mundial Blow Up Your Video começou em fevereiro de 1988 em Perth, Austrália. Após apresentações ao vivo pela Europa, o guitarrista base Malcolm Young anunciou que estava tirando um tempo da turnê, principalmente para começar a se recuperar do alcoolismo. Outro membro da família Young, seu sobrinho, Stevie Young, assumiu temporariamente o lugar de Malcolm na guitarra base. Em 1989, o baterista Simon Wright deixou o grupo para trabalhar no quinto álbum de estúdio da banda americana de heavy metal Dio, Lock Up the Wolves (1990); ele foi substituído pelo baterista galês Chris Slade. Brian Johnson ficou indisponível por vários meses enquanto finalizava seu divórcio. Então, os irmãos Young escreveram todas as canções para álbuns futuros, uma prática que continuaram para todos os lançamentos subsequentes pela Power Up em 2020.

## Gravação e composição

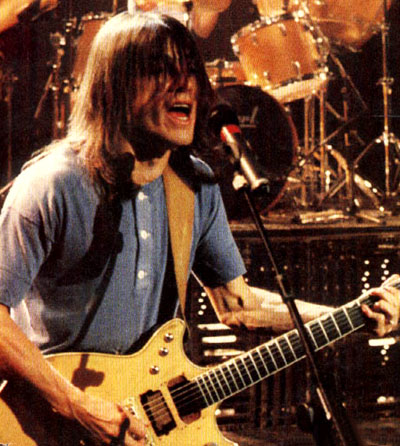
Malcolm Young na turnê AC/DC Monster of Rock Tour em 1990

The Razors Edge foi gravado no Little Mountain Sound Studios em Vancouver, Canadá, e foi mixado e projetado por Mike Fraser, produzido por Bruce Fairbairn, que já havia trabalhado com Aerosmith e Bon Jovi; e masterizado por George Marino, no Sterling Sound em Nova Iorque. De acordo com o livro AC/DC: Maximum Rock & Roll, George Young se envolveu no início, mas teve que sair por causa de problemas pessoais.
De acordo com a Guitar World, o riff de abertura de "Thunderstruck" apresenta Angus Young alternando entre notas trastadas e tocando a corda solta. Em uma entrevista de 1993 com Alan di Perna, o guitarrista relembra: "Eu estava apenas brincando com minha mão esquerda quando criei aquele riff; toquei mais por acidente do que qualquer outra coisa. Pensei, 'nada mal', e coloquei em uma fita. É assim que eu e Malcolm geralmente trabalhamos. Colocamos nossas ideias na fita e as tocamos um para o outro." Ele expandiu em maiores detalhes nas notas do encarte do relançamento de 2003 de The Razors Edge:
| “ | Começou com um pequeno truque que eu tinha na guitarra. Toquei para Mal e ele disse "Oh, eu tenho uma boa ideia de ritmo que vai ficar bem no fundo." Nós construímos a música a partir disso. Nós brincamos com ela por alguns meses antes que tudo se encaixasse. Em termos de letras, era realmente apenas um caso de encontrar um bom título... Nós viemos com essa coisa de trovão e parecia ter um bom toque. AC/DC = Poder. Essa é a ideia básica. | ” |

"Moneytalks" também é um dos maiores sucessos do AC/DC, chegando ao número 23 na Billboard Hot 100, número 36 na UK Singles Chart, e número 21 na Australian ARIA Singles Chart. Ainda é o single mais bem colocado da banda nos Estados Unidos, no número 23. Durante sua turnê mundial subsequente, milhares de Angus Bucks - uma réplica de uma nota de 1 dólar americana, mas com Angus retratado nela em vez de George Washington - foram jogados na plateia durante a música. Um videoclipe da música, dirigido por David Mallet, também foi lançado, apresentando uma apresentação ao vivo durante a turnê.
O autor Murray Engleheart afirma em seu livro de memórias da banda AC/DC: Maximum Rock & Roll: "Em músicas como 'Mistress for Christmas' e 'Moneytalks', Malcolm e Angus mostraram suas raízes de classe trabalhadora, apesar dos álbuns de vendas multimilionárias, mirando nos grandes nomes do mundo dos negócios". Em uma entrevista de fevereiro de 1991 para a Guitar World, Angus Young afirmou que a música mais engraçada do álbum era "Mistress for Christmas", e então disse que a música era sobre Donald Trump. Na mesma entrevista, ele declarou que seu melhor solo de guitarra no álbum foi na faixa-título, que também apresenta uma rara incursão na dedilhada.

## Críticas
| Críticas profissionais            | Críticas profissionais |
| Avaliações da crítica             | Avaliações da crítica  |
| Fonte                             | Avaliação              |
| --------------------------------- | ---------------------- |
| AllMusic                          | [ 20 ]                 |
| Collector's Guide to Heavy Metal  | 9/10                   |
| The Encyclopedia of Popular Music | [ 22 ]                 |
| Entertainment Weekly              | A−                     |
| Rolling Stone                     | [ 24 ]                 |
| Select                            | [ 25 ]                 |

Lançado em 24 de setembro de 1990, pela Albert Productions/ CBS Records na Australásia e Atlantic Records na Europa, The Razors Edge recebeu críticas geralmente mistas a positivas dos críticos. Alex Henderson da AllMusic elogiou tanto a performance vocal de Brian Johnson quanto a guitarra de Angus Young, e disse que o álbum foi "indiscutivelmente o álbum mais forte [da banda] em mais de meia década". Greg Sandow da Entertainment Weekly deu ao álbum uma crítica muito favorável, dizendo que "este é um álbum que realmente entrega". O jornalista canadense Martin Popoff definiu o álbum "firme, altamente tenso e ameaçador... inteiramente digno de seu status como o grande retorno dos lendários nanicos do rock 'n' roll". John Mendelsohn da Rolling Stone, por outro lado, deu ao álbum duas de cinco estrelas, criticando sua semelhança com trabalhos anteriores do AC/DC, e disse que "com The Razors Edge, o AC/DC estabelece um novo recorde para a carreira mais longa sem uma única ideia nova". Mark Putterford da Select marcou o álbum com quatro de cinco, afirmando que "The Razors Edge surge como um velho amigo que você não vê há alguns anos".
O álbum foi um grande retorno para a banda, apresentando os singles "Thunderstruck" (setembro de 1990); e "Are You Ready" (28 de março de 1991), que alcançaram o número 5 e o número 16, respectivamente, na parada Mainstream Rock da Billboard, e "Moneytalks" (12 de novembro de 1990), que atingiu o pico no número 23 na Billboard Hot 100. Seu quarto single, "Rock Your Heart Out", foi lançado exclusivamente na Australásia em 13 de outubro de 1991. O álbum atingiu o pico no número 2 na Billboard 200 e permaneceu na parada por 77 semanas consecutivas. Também alcançou o número 4 na UK Albums Chart da OCC. O álbum vendeu aproximadamente 18,8 milhões de cópias em todo o mundo, tornando-se o terceiro álbum mais vendido do AC/DC depois de Back in Black e High Voltage.
Para promover ainda mais o The Razors Edge, a banda empreendeu uma turnê mundial começando em 2 de novembro de 1990 e terminando em 16 de novembro de 1991. Vários shows da Razors Edge World Tour foram gravados para o álbum ao vivo de 1992 intitulado AC/DC Live. O álbum foi produzido por Fairbairn e é considerado um dos melhores álbuns ao vivo da década de 1990, de acordo com Berry Weber da AllMusic. O álbum foi relançado em 25 de março de 2003 como parte da série AC/DC Remasters. Também foi relançado em 19 de novembro de 2012 no iTunes, junto com todo o seu catálogo - excluindo T.N.T (1975) e as versões australianas de High Voltage (1975), Dirty Deeds Done Dirt Cheap (1976) e Let There Be Rock (1977). Em 15 de março de 2024, o álbum foi relançado em vinil dourado para seu 50º aniversário, como parte da série AC/DC 50.

## Faixas
Todas as faixas escritas por Angus e Malcolm Young.
| Lado 1 |                          |         |  |
| N.º    | Título                   | Duração |  |
| 1.     | "Thunderstruck"          | 4:52    |  |
| 2.     | "Fire Your Guns"         | 2:53    |  |
| 3.     | "Moneytalks"             | 3:45    |  |
| 4.     | "The Razors Edge"        | 4:22    |  |
| 5.     | "Mistress for Christmas" | 3:58    |  |
| 6.     | "Rock Your Heart Out"    | 4:06    |  |

| Lado 2 |                                       |         |  |
| N.º    | Título                                | Duração |  |
| 1.     | "Are You Ready"                       | 4:10    |  |
| 2.     | "Got You by the Balls"                | 4:29    |  |
| 3.     | "Shot of Love"                        | 3:57    |  |
| 4.     | "Let's Make It"                       | 3:32    |  |
| 5.     | "Goodbye & Good Riddance to Bad Luck" | 3:!4    |  |
| 6.     | "If You Dare"                         | 3:11    |  |

## Créditos
Créditos adaptados das notas do encarte do álbum.

#### AC/DC
- Brian Johnson: Vocais
- Angus Young: Guitarra base
- Malcolm Young: Guitarra rítmica, backing vocals
- Cliff Williams: Baixo, backing vocals
- Chris Slade: Bateria

#### Produção
- Bruce Fainbarn: produção
- Mike Fraser: engenheiro de áudio, mixagem
- Ian Taylor: gravação adicional
- Ken Lomas: gravação adicional
- Brian Dobbs: engenheiro assistente
- Sean Leonard: engenheiro assistente
- George Marino: masterização
- Stewart Young: gestor

## Tabelas Musicais

### Tabelas semanais
| Tabela (1990–2024)                       | Posição |
| ---------------------------------------- | ------- |
| Austrália (ARIA)                         | 3       |
| Áustria (Ö3 Austria Top 40)              | 11      |
| Países Baixos (Dutch Charts)             | 19      |
| Finnish Albums (Suomen virallinen lista) | 1       |
| Alemanha (Offizielle Deutsche Charts)    | 4       |
| Hungria (MAHASZ)                         | 16      |
| Irish Albums (IFPI)                      | 5       |
| Itália (FIMI)                            | 79      |
| Japanese Albums (Oricon)                 | 35      |
| Nova Zelândia (RMNZ)                     | 2       |
| Noruega (VG-lista)                       | 2       |
| Espanha (PROMUSICAE)                     | 53      |
| Suécia (Sverigetopplistan)               | 5       |
| Suíça (Schweizer Hitparade)              | 2       |
| UK Albums (OCC)                          | 4       |
| Reino Unido (UK Rock & Metal Albums)     | 12      |
| Estados Unidos (Billboard 200)           | 2       |